# Vesioli (Séverskaya, Krasnodar)
Vesioli (del ruso: Весёлый) es un jútor del raión de Séverskaya, en el krai de Krasnodar de Rusia. Está situado entre el Kubán y las vertientes septentrionales del Cáucaso occidental, 14 km al oeste de Séverskaya y 42 km al suroeste de Krasnodar, la capital del krai. Tenía 83 habitantes en 2010.
Pertenece al municipio Chernomorskoye.

## Transporte
Al sur de la localidad se halla la plataforma ferroviaria de Chernomorski, de la línea Krasnodar-Krymsk.